# جيمس غوردون ستيوارت غرانت
جيمس غوردون ستيوارت غرانت (بالإنجليزية: James Gordon Stuart Grant)‏ هو صحفي نيوزلندي، ولد في 1832، وتوفي في 27 فبراير 1902.